# NGC 7178
NGC 7178 é uma galáxia espiral barrada (SBb) localizada na direcção da constelação de Piscis Austrinus. Possui uma declinação de -35° 47' 27" e uma ascensão recta de 22 horas, 02 minutos e 25,1 segundos.
A galáxia NGC 7178 foi descoberta em 31 de Agosto de 1834 por John Herschel.